# Hebecephalus pedecurtus
Hebecephalus pedecurtus är en insektsart som beskrevs av Wittlake och Beamer 1952. Hebecephalus pedecurtus ingår i släktet Hebecephalus och familjen dvärgstritar. Inga underarter finns listade i Catalogue of Life.